# جاش گوردون
جاش گوردون (انگلیسی: Josh Gordon؛ زادهٔ ۱۹۵۰) کارگردان، و تهیه‌کننده فیلم اهل ایالات متحده آمریکا است.
از فیلم‌های به کارگردانی وی می‌توان به تیغ شهرت (۲۰۰۷)، تعویض (۲۰۱۰)، و مهمانی کریسمس اداره (۲۰۱۶) اشاره کرد.